# Kraljevske danske zračne snage
Kraljevske danske zračne snage (dan. Flyvevåbnet) je ratno zrakoplovstvo Kraljevine Danske te je grana Kraljevskih danskih oružanih snaga. Osnovna zadaća ovog ratnog zrakoplovstva je osiguranje suvereniteta zračnog prostora Kraljevine Danske i njezinih teritorija Grenlanda i Farskih otoka.

## Povijest
Kraljevske danske zračne snage su osnovane 1950. kao vojna komponenta koja je nezavisna od kopnene vojske i ratne mornarice. Ratno zrakoplovstvo je osnovano nakon spajanja s Hærens Flyvertropper (zračnim snagama kopnene vojske; izvorno osnovane 2. srpnja 1912.) i Marinens Flyvevæsen (mornaričkim zrakoplovstvom; izvorno osnovano 14. prosinca 1911.).
Tijekom nacističke okupacije Danske u razdoblju od 1940. do 1945., domaće oružane snage nisu imale vlastitih zrakoplova iako je Luftwaffe izgradio ili proširio zračne baze u Danskoj.
Završetkom rata, danska vojska je u razdoblju između 1947. i 1948. nabavila 38 aviona Supermarine Spitfire H. F. Mk. IXE te tri P.R.Mk. XI. Posljednji primjerci tih zrakoplova su povučeni iz Kraljevskih danskih zračnih snaga 1956. godine dok su dva aviona uništena. Sačuvan je tek jedan Spitfire koji se nalazi na aerodromu Stauning na poluotoku Jyllandu.
Tijekom 1960-ih i 1970-ih Kraljevske danske zračne snage su se opremale s američkim lovcima F-104G Starfighter te F-100D i F-100F Super Sabre. 1971. godine danska vojska je stvorila zračnu komponentu kopnene vojske koja je postala prva zračna komponenta izvan ratnog zrakoplovstva. 1977. je na temelju 722. eskadrona stvoren danski mornarički eskadron koji je u svojem sastavu imao mornaričke helikoptere.
U zajedničkoj vojnoj nabavi, NATO članice Nizozemska, Belgija, Norveška i Danska su u siječnju 1980. predstavile svoje nove lovce / bombardere F-16 Fighting Falcon čime su postali strateški korisnici F-16. Isti avion kasnije je počeo koristiti SAD (kao primarni korisnik) te Grčka i Turska.
1999. dansko ratno zrakoplovstvo se reorganiziralo kako bi bilo u mogućnosti pružiti podršku u međunarodnim vojnim operacijama diljem svijeta ali uz mogućnost da u isto vrijeme štiti vlastiti zračni i pomorski suverenitet.
2002. godine Danska se priključila međunarodnom projektu razvoja naprednog lovca F-35 Lightning II u kojem sudjeluje veći niz zemalja. Svojim sudjelovanjem, danske zračne snage namjeravaju nabaviti 48 F-35 lovaca koji bi zamijenili postojeće F-16.
U listopadu 2002. godine 18 danskih, nizozemskih i norveških F-16 Fighting Falcon lovaca te jedan nizozemski bombarder KC-10 su odletjeli u kirgistansku zračnu bazu Manas kako bi pružili zračnu podršku kopnenim snagama NATO-a u Afganistanu.
2003. je u zračne snage trebalo biti prebačeno 13 Eurocopter Fennec i 16 H-500 Cayuse helikoptera iz zračne komponente kopnene vojske te osam Westland Lynx Mk. 90B helikoptera iz mornaričkog zrakoplovstva. Na kraju je 16 Cayuse i 13 Fennec helikoptera transferirano u reformirani 724. zračni eskadron. Westland Lynx helikoptere se namjeravalo prebaciti u također reformirani 728. eskadron ali su zbog političkih razloga ostavljeni u ratnoj mornarici.
2004. je flota od tri stara transportna zrakoplova C-130H Hercules (nabavljeni 1973.) zamijenjena s tri novija i naprednija C-130J transportera. Četvrti C-130J je ušao u zračnu flotu 2007. godine.
2005. je završen program modifikacije F-16 lovaca koji su stigli do sredine svojeg radnog vijeka. Sam program je započeo 1995. a uključivao je ugradnju novih računala, multifunkcionalnih zaslona u boji i drugih poboljšanja u avionici. Ipak, unatoč izmjenama i poboljšanjima, dansko ratno zrakoplovstvo je razmatralo mogućnost zamjene postojećih 48 F-16 lovaca s naprednijim avionom. Među kandidatima su bili američki F/A-18EF Super Hornet i F-35 Joint Strike Fighter te švedski Saab Gripen. S druge strane, Eurofighter Typhoon nije poslao službenu ponudu jer je kompanija smatrala da su američki i švedski avioni veći favoriti u odnosu na njega.
Iste godine je iz zračne flote povučeno svih 16 H-500 Cayuse helikoptera te jedan Eurocopter Fennec. Preostalih 12 Fenneca je preuzelo zadatke od Cayusea uključujući i ulogu podrške danskoj policiji. Od ostalih helikoptera, Danska je u lipnju 2010. povukla i postojeće Sikorsky S-61.

## Organizacija
- Zračno transportno krilo Aalborg (Aalborg)
  - 721. eskadron
    - 3 × Canadair CL-604 Challenger[2]
    - 4 × Lockheed C-130J-30 Hercules[2]

- Helikoptersko krilo Karup (Karup)
  - 722. eskadron
    - 14 × AgustaWestland AW101[2]

  - 723. eskadron
    - 7 × Westland Lynx Mk90B[2]

  - 724. eskadron
    - 8 × Eurocopter AS550C2 Fennec[2]

- Borbeno krilo Skrydstrup (Skrydstrup)
  - 727. eskadron
    - 15 × F-16AM i F-16BM[2]

  - 730. eskadron
    - 15 × F-16AM i F-16BM[2]

- Škola leta Karup (Karup)
  - 27 × SAAB-MFI T-17

- Krilo zračne kontrole
  - Kontrolni centar Karup (Karup)
  - Mobilni kontrolni centar Karup (Karup)

- Krilo borbene podrške
  - 615. eskadron (pružanje borbenih komunikacija)
  - 660. eskadron (snage sigurnosti)
  - 680. eskadron (pružanje borbene podrške)
  - 690. eskadron (vojni liječnici)

Izvan borbene organizacije postoji i Časnička akademija Kraljevskih danskih zračnih snaga te Specijalistička škola Kraljevskih danskih zračnih snaga.

## Borbena djelovanja
- između 1960. i 1964. helikopteri S-55 danskih zračnih snaga korišteni su u sklopu misija UN-a tijekom Kongoaškog građanskog rata.
- devet lovaca F-16 su 1999. letjeli iznad Kosova tijekom bombardiranja SRJ od strane članica NATO-a.[9]
- 2002. i 2003. je šest F-16 lovaca je sudjelovalo u borbenim misijama protiv Talibana i al-Qaede u Afganistanu tijekom tamošnjeg rata.
- od srpnja do listopada 2004. Danska je s četiri F-16 doprinijela air policingu iznad Baltika. Isti zadaci su s F-16 vršeni i tijekom 2009. i 2011.[10]
- 2005. su tri helikoptera Eurocopter Fennec bila razmještena u Iraku kao dvomjesečna zračna podrška danskoj kopnenoj vojsci.
- 2007. je četiri Eurocopter Fenneca ponovo raspoređeno u Iraku za potrebe zračnog izviđanja konvojima na području oko Basre. Helikopteri su obavili 354 misije prije nego što su u prosincu 2007. vraćeni u zemlju.[11]
- četiri Fenneca iz 724. eskadrona je dostavljeno u Afganistan 11. lipnja 2008. Bili su smješteni u vojnom kampu u gradu Lashkar Gahu, prijestolnici provincije Helmand. Tamo su vršili zadaće zračnog promatranja za dansku kopnenu vojsku te pružili laki transport.
- 19. ožujka 2011. je šest lovaca F-16 Fighting Falcon iz borbenog krila Skrydstrup doletjelo u mornaričku zračnu bazu Sigonella na Siciliji kako bi održavali zonu zabrane leta iznad Libije tijekom Građanskog rata u zemlji 2011.

## Zapovjednici zračnih snaga kroz povijest
| Razdoblje     | Čin              | Zapovjednik      |
| ------------- | ---------------- | ---------------- |
| 1950. – 1955. | General pukovnik | C.J. Førslev     |
| 1955. – 1959. | General bojnik   | K.R. Ramberg     |
| 1959. – 1961. | General bojnik   | E.C.T. Jensen    |
| 1961. – 1962. | General bojnik   | H.J. Pagh        |
| 1962. – 1966. | General bojnik   | E. Rasmussen     |
| 1966. – 1967. | General bojnik   | J. Brodersen     |
| 1967. – 1972. | General bojnik   | P. Zigler        |
| 1972. – 1978. | General bojnik   | J. Brodersen     |
| 1978. – 1982. | General bojnik   | P. Thorsen       |
| 1982. – 1986. | General bojnik   | C.S. Børgesen    |
| 1986. – 1990. | General bojnik   | M.V. Hansen      |
| 1990. – 1994. | General bojnik   | O. Fogh          |
| 1994. – 1997. | General bojnik   | L. Tophøj        |
| 1997. – 2000. | General bojnik   | K.E. Rosgaard    |
| 2000. – 2005. | General bojnik   | L. Simonsen      |
| 2005. – 2009. | General bojnik   | S.Ø. Nielsen     |
| 2009. - danas | General bojnik   | Henrik Røboe Dam |

## Popis letjelica Kraljevskih danskih zračnih snaga
| Zrakoplov                 | Slika | Nabavljeno od                  | Vrsta                 | Model             | U službi | Napomena |
| ------------------------- | ----- | ------------------------------ | --------------------- | ----------------- | -------- | --- |
| F-16 Fighting Falcon      |       | SAD Belgija                    | lovac jurišnik        | F-16AM F-16BM     | 24 6     | Belgijska avio industrija SABCA je u izvornoj seriji proizvela 58 zrakoplova. Viškom zrakoplova je kasnije opskrbljen USAF. |
| C-130J Super Hercules     |       | SAD                            | taktički transport    | C-130J-30         | 4        | |
| Bombardier Challenger 600 |       | Kanada                         | VIP transport         | CL-604            | 3        | |
| Saab Safari               |       | Švedska                        | trener                | MFI-17 Supporter  | 27       | |
| AgustaWestland AW101      |       | Ujedinjeno Kraljevstvo Italija | transport spašavanje  | 512 SAR 512 TTT   | 8 6      | |
| Westland Lynx             |       | Ujedinjeno Kraljevstvo         | mornarički helikopter | Super Lynx Mk 90B | 7        | Lynx je prije bio u službi Kraljevske danske mornarice.                                                                     |
| Eurocopter Fennec         |       | Francuska                      | izvidnički helikopter | AS 550C2          | 8        | Fennec je prije bio u službi Kraljevske danske vojske.                                                                      |

## Vanjske poveznice
- Službene web stranice Kraljevskih danskih zračnih snaga  Arhivirana inačica izvorne stranice od 16. kolovoza 2015. (Wayback Machine)